# Cornucalanus chelifer
Cornucalanus chelifer är en kräftdjursart som först beskrevs av I. C. Thompson 1903.  Cornucalanus chelifer ingår i släktet Cornucalanus och familjen Phaennidae. Inga underarter finns listade i Catalogue of Life.